# Кур, Антуан
Антуан Кур (фр. Antoine Court; 23 марта 1696, Вильнёв-де-Бер, Ардеш — 13 июня 1760, Лозанна, Швейцария) — французский священник и историк, восстановитель Реформатской церкви Франции.

## Биография
В юности Антуан участвовал в восстании камизаров. В 1713 году Кур порвал с камизарами. В 1715 году он решил восстановить старую дисциплину реформатских церквей и их синодальной организации. Неутомимо деятельный, под постоянным страхом казни, он собирал рассеянных членов Реформатской церкви, реорганизовал её. В 1715 году он организовал и созвал в Монезе, недалеко от Монобля, собрание, которое часто называют «Первым синодом Пустыни». От мистицизма камизаров он вернул церковь к умеренной религии отцов (фр. les églises du désert). В 1729 году основал в Лозанне семинарию для подготовки проповедников.
Его сыном был учёный и таролог Антуан Кур де Жебелен.